# Deveti Maj
Deveti Maj (en serbe cyrillique : Девети Мај) est une localité de Serbie située dans la municipalité de Palilula et sur le territoire de la ville de Niš, district de Nišava. Au recensement de 2011, elle comptait 4 773 habitants.
Deveti Maj est officiellement classé parmi les villages de Serbie. La localité portait autrefois le nom de Novo Selo.

## Démographie

### Évolution historique de la population
| 1948 | 1953 | 1961 | 1971  | 1981  | 1991  | 2002  | 2011  |
| ---- | ---- | ---- | ----- | ----- | ----- | ----- | ----- |
| 607  | 630  | 746  | 1 412 | 2 976 | 3 689 | 4 305 | 4 773 |

|  |